# Nebojša Novaković
Nebojša Novaković (in serbo Небојша Новаковић?; Sarajevo, 29 ottobre 1964) è un allenatore di calcio ed ex calciatore bosniaco di origine serba, di ruolo attaccante, tecnico della squadra femminile dell'AIK.

## Carriera

### Giocatore
La sua carriera è iniziata in una Jugoslavia ancora unita, prima che il conflitto bellico la portò alla dissoluzione. Con lo scoppio della guerra, nel 1991 si trasferì a Solna, comune svedese nei pressi di Stoccolma.
Il suo primo club scandinavo è stato il Vasalund il quale militava in Division 1, campionato che all'epoca rappresentava il secondo livello nazionale. Due anni più tardi arrivò il trasferimento al Djurgården, squadra della capitale con cui Novaković conquistò la promozione (1994) e il debutto (1995) nella massima serie.
Tra le stagioni 1996 e 1997, Novaković fu ceduto ai rivali cittadini dell'AIK: al suo secondo anno in maglia nerogialla contribuì alla conquista del titolo nazionale. Grazie a questo successo, l'AIK si qualificò per il turno preliminare di UEFA Champions League 1999-2000, superato proprio grazie a un tiro da fuori area di Novaković. Nella prima giornata della fase a gironi, un suo pallonetto portò in vantaggio l'AIK contro il Barcellona, ma l'incontro fu poi vinto 1-2 in rimonta dai catalani.
Tra il 2001 e il 2002 tornò nelle serie minori firmando con il Väsby IK.

### Allenatore
Dopo il ritiro dall'attività agonistica, diventò vice allenatore del suo ultimo club in ordine di tempo, il Väsby IK. Qui rimase un paio di anni, poi entrò a far parte dello staff tecnico dell'AIK per cinque anni fintanto che, nel novembre 2008, si dimise dall'incarico dopo l'esonero del capo allenatore Rikard Norling. Nel biennio 2009-2010 fu allenatore in seconda dei norvegesi del Sandefjord.
Nel dicembre 2010 firmò il suo ritorno all'AIK, nelle vesti del vice del suo ex compagno di squadra Andreas Alm. Novaković continuò ad essere il vice allenatore dell'AIK anche dopo l'esonero di Alm, avvenuto nel maggio 2016 in favore del ritorno di Rikard Norling. Il 14 giugno 2017 ha lasciato il ruolo di vice allenatore della prima squadra per assumere un nuovo ruolo come allenatore delle squadre Under-19 e Under-16 sempre dell'AIK.
Novaković iniziò la sua prima esperienza da capo allenatore di una squadra senior nel gennaio 2018, quando assunse la guida tecnica del Vasalund nella quarta serie nazionale. La scelta fu frutto di un progetto comune sviluppato tra l'AIK e lo stesso Vasalund. Nel finale di stagione conquistò la promozione in Division 1 con due partite di anticipo, poi al termine del campionato seguente – concluso al sesto posto – Novaković fece ritorno all'AIK con il ruolo di allenatore individuale all'interno di alcune squadre giovanili del club, oltre che di scout.
Il 9 maggio 2022, a stagione in corso, venne nominato nuovo tecnico della squadra femminile dell'AIK insieme a Jesper Björk, con cui andò a formare formare una coppia di capo allenatori. Al momento del suo arrivo, il club occupava l'ultimo posto in classifica nella Damallsvenskan 2022.